# Neutralisation (technique de combat)
Pour la notion en chimie, voir Neutralisation.
D’après le Petit Larousse de 2000, neutraliser c’est « empêcher d’agir par une action contraire ». C’est donc une action d’anticipation visant à empêcher toute action imminente de l’adversaire et d'autre part annihiler l’attaque au tout début de sa réalisation.  
Neutraliser en sports de combat c’est prendre des dispositions à l’avance pour empêcher l’attaque adverse.  Certains auteurs utilisent par erreur ce terme pour nommer toute action de défense. En boxe, on neutralise l’opposant selon les modes suivants : 
- en allongeant la distance pour « mettre dans le vent » l’adversaire,
- en raccourcissant la distance (on dit "casser la distance"), appelé également "obstruction" (ex. : raccourcir la distance pour empêcher un spécialiste de coups longs),
- en contrôlant son tronc, ses bras et ses jambes, (battement, étreinte, compression, saisie de membre, etc.),
- en « verrouillant » des portes de sorties pour l’empêcher de déborder ou de trouver suffisamment de distance (près des cordes, dans le coin du ring),
- en stoppant son attaque au tout début de sa trajectoire (coup d’arrêt).

Ex.1 : en verrouillant les armes adverses, on gêne la réalisation d’actions offensives et défensives - en saisissant l’adversaire ou en se collant (clinch), ou en interposant l’avant-bras sur l’arme adverse. 

Ex.2 : en raccourcissant la distance de frappe adverse en empêche l’adversaire de déployer des coups longs (notion d’obstruction)

## Illustration enboxe

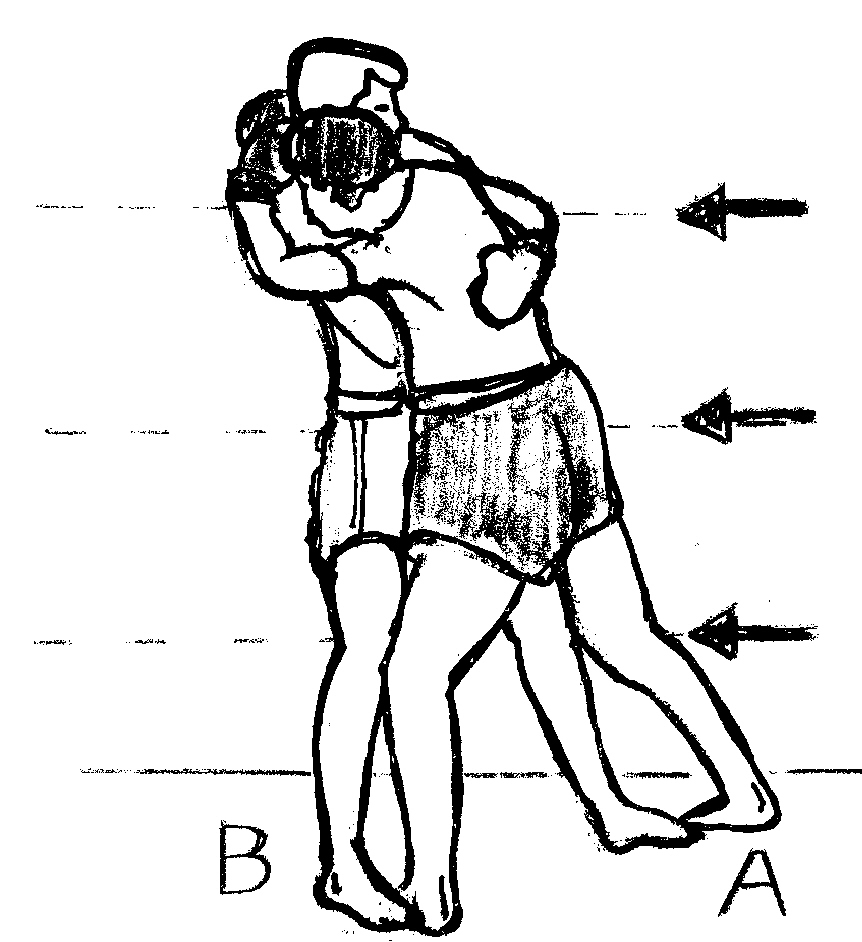
[A] se colle à l’adversaire pour l’empêcher de travailler
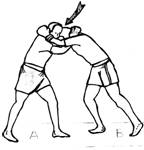
[B] accroche son adversaire pour l’empêcher de travailler en poings
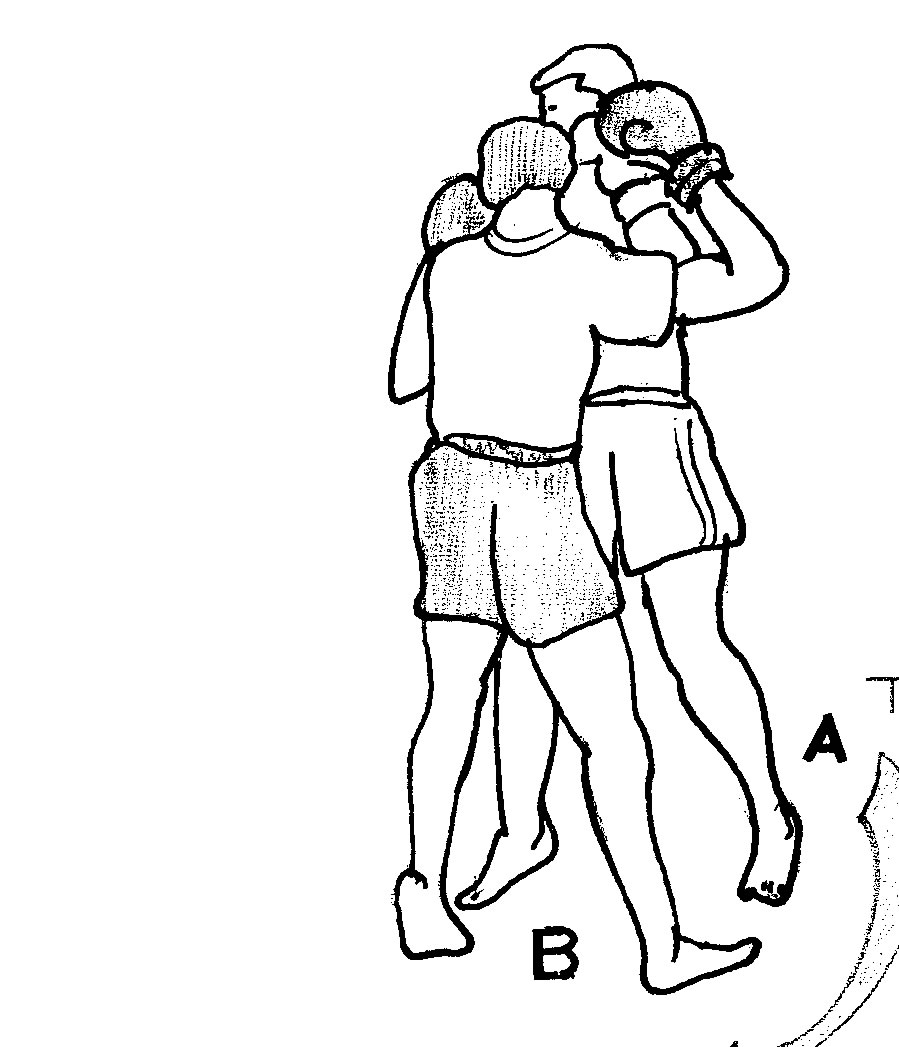
A se rapproche de l’opposant pour l’empêcher de s’exprimer en coups longs